# Idensalmi härad
Idensalmi härad var ett härad i Kuopio län.
Ytan (landsareal) var 6555,3 km² 1910; häradet hade 31 december 1908 62.183 invånare med en befolkningstäthet av 9,5 inv/km².

## Landskommuner
De ingående landskommunerna var 1910 som följer:
- Idensalmi landskommun, finska: Iisalmen maalaiskunta
- Kiuruvesi
- Lapinlaks, finska: Lapinlahti
- Muuruvesi
- Nilsiä
- Rutakko